# 垂直離着陸ロケット

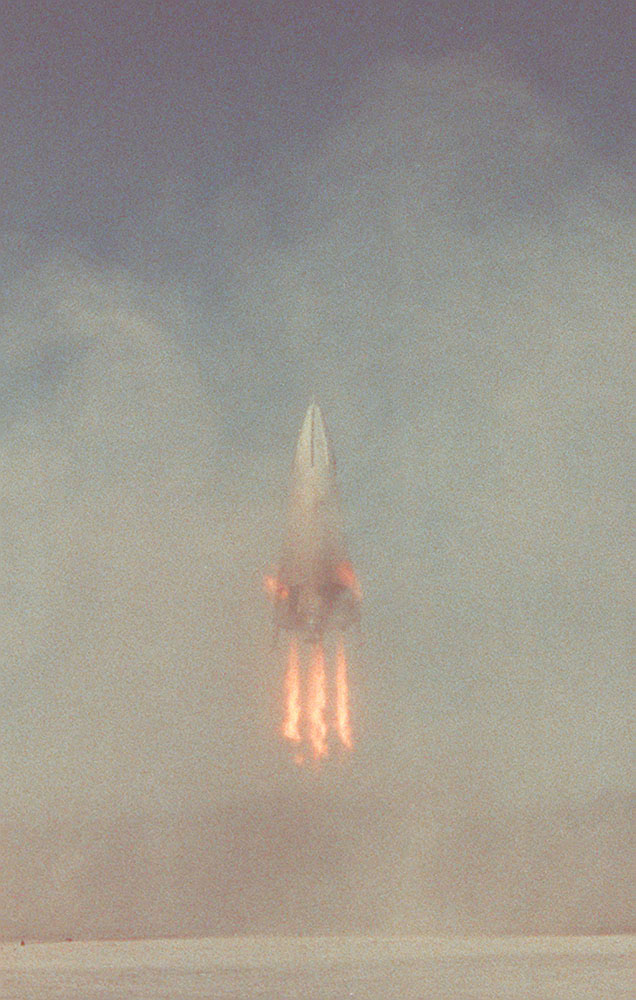
1996年に着陸したDC-XA

垂直離着陸ロケット (すいちょくりちゃくりくロケット）とは、垂直に離着陸するロケットのことである。2016年現在、再使用型宇宙往還機を実現する技術として重点的に開発されている。ブルーオリジンとスペースXの両社は発射場への帰還 (RTLS) 任務の後に機体を回収する実証を行なっている。ブルーオリジン社のブルーオリジン・ニューシェパードは宇宙空間へ到達した試験飛行の後、地球上に垂直に着陸することに世界で初めて成功した。 また、スペースX社のファルコン9 20号機は商用の軌道ロケットを地上に垂直着陸させるという初めての記録を樹立した。
よく混同されるが、垂直離着陸ロケットはヘリコプター のような垂直離着陸機 ではない。

## 歴史
- 1961年　ベルロケットベルト社が、個人用の垂直離着陸ロケットのデモンストレーションを行った。 [1]

垂直離着陸ロケットの構想はダグラス航空機に勤めていたフリップ・ボノによって、1960年代に調査された。

- アポロ月着陸船 は1960年代の2段式垂直離着陸ロケットで、月に離着陸した。
- ソビエト連邦は1980年代後半に垂直離着陸ロケットの開発に取り組んだが、飛行できなかった。垂直着陸のために人を乗せたカプセルは ザーリャと呼ばれた[3]。
- DC-Xは、無人の試作の垂直離着陸ロケットで、1990年代にローンチ・ヴィークルは数回の試験飛行に成功した。1996年6月、機体は地上3140メートルまで飛行する記録を達成し、垂直着陸の礎を作った[4]。
- 1998年から2003年にかけて、JAXAは再使用ロケット実験で数多くの垂直離着陸ロケットの実験を行った。
- 1999年に、ロータリー・ロケットは再使用型宇宙往還機であるロトンのための垂直離着陸システムの実験に成功し、ロケットの先端にヘリコプターのような回転翼を備えたが、十分な資金がなかったために本格的な運用を行うことはできなかった。
- 2006年から2009年にかけて、アルマジロ・エアロスペースのScorpius / Super ModのXombieとUnreasonable RocketのBlue Ballはノースロップ・グラマンとNASAの月着陸船チャレンジで競争した。次の開発段階にある垂直離着陸ロケットのデザインを含めて、マースン・スペース・システム社のXaeroとアルマジロ社のStigもより高高度を目指して弾道飛行の競争をした[5]。
- SpaceX社は2010年にドラゴンに展開可能な降着装置を備える計画を発表して機体の推進器にスーパードラコ(ロケットエンジン)を、使って垂直に着陸する計画を発表した[6]。
- 2010年、NASAの弾道飛行再使用型宇宙往還機(sRLV)の構想にニューシェパードロケット・Xaero・Super Modの3機種の垂直離着陸機が応札した[7]。
- モーフィアス計画は、2010年代のNASAの計画が発展したもので、垂直飛行試験の原型となり、新しい環境にやさしい推進システム・自律着陸・異常検出技術の実証飛行を行った[8]。
- Mighty Eagleは、NASAにより2010年代に開発された無人着陸機である[9]。
- SpaceX社は2011年9月に、スペースX社再使用型宇宙往還機開発プログラム（英語版）で、ドラゴン V2と同様にカプセルを動力降下、回収する計画を発表した[10][11]。

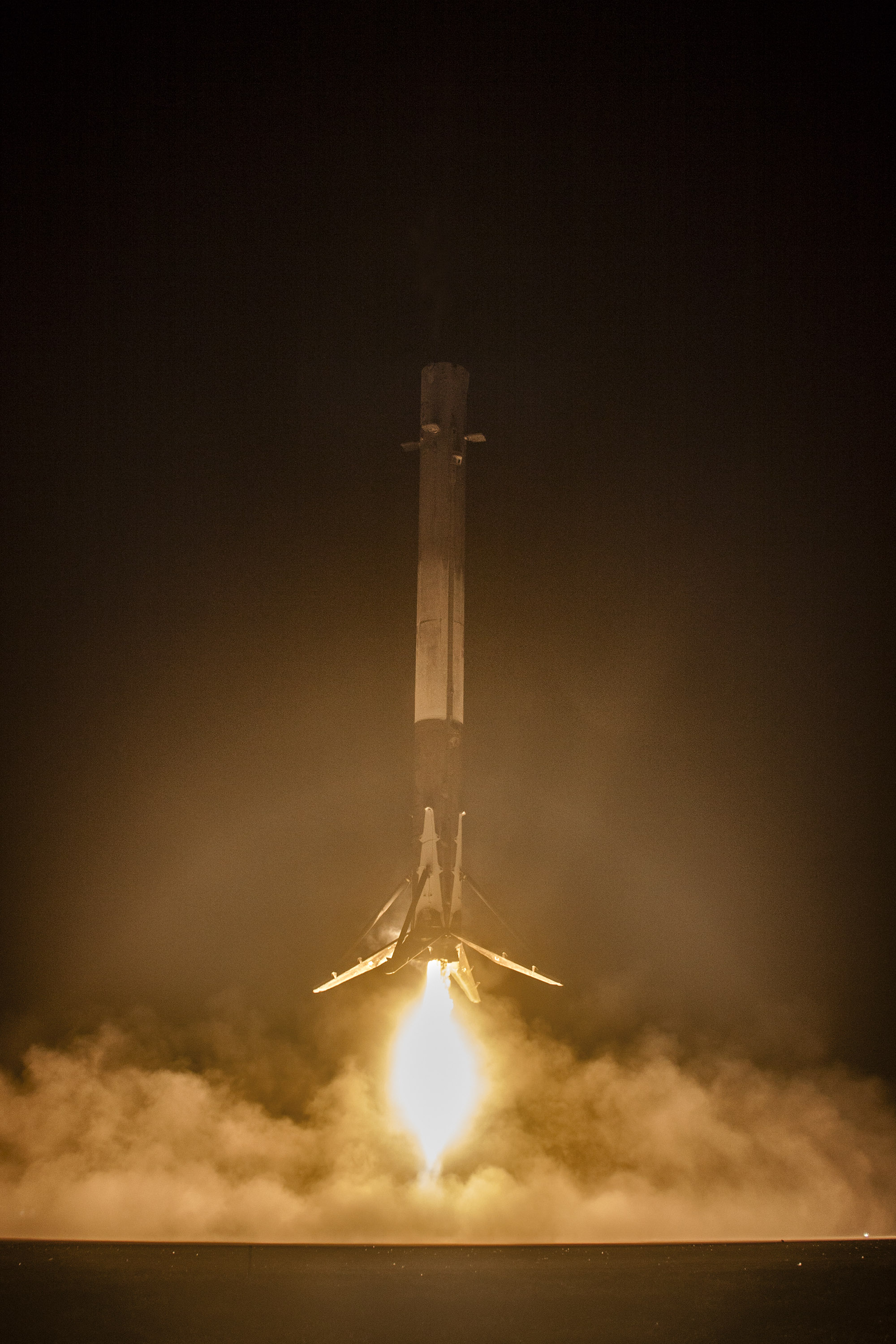
ファルコン9 20号機の打ち上げの様子。2015年12月22日に打ち上げ後、商業用の衛星を低軌道に載せた上で着陸した。

- - グラスホッパーは垂直離着陸ロケットのブースターの1段目試験機スペースX社の開発されたことを確証するさまざまな大型機の再利用型ロケットの技術が低高度・低流速工学面から証明された[12]。 試験機は、8回飛行試験に成功した[13]。  2012年から2013年に飛行した、グラスホッパー v1.0 は、2013年10月7日に高度744メートルまで飛行したのちに、8回目の垂直離着陸ロケットの着陸に成功した[14]。
  - スペースX社のF9R Devはグラスホッパーより約15.24メートル長く、通常の大きさで作られたファルコン9v1.1のブースタータンクとともに飛行設計着陸支持部と窒素ガス打ち上げ高度の制御用の小型ロケットエンジンF9R Dev1は2014年4月の初の試験飛行で高度250メートルまで飛行後、垂直着陸に成功した[15]。
- 2013年、ドラゴンフライは、低高度で動力のある飛行試験を推進着陸の経験のためのSpaceX社のドラゴン宇宙カプセルの1つで始めた。ドラゴンフライは弾道飛行再使用型宇宙往還機(RLV)であり、低高度試験飛行を2014年に始め、遅くとも2015年には就航させる予定となった[16]。
- 2015年11月23日、ブルーオリジン・ニューシェパードは、最初の垂直着陸に成功した。無人の試験弾道飛行に続く宇宙に到達した機体となった[17]。
- 2015年12月22日、ファルコン9 20号機は、11機の業務用の人工衛星を低軌道に投入後、1段目の着陸に成功した[18]。
- 2016年4月8日、2015年に試験飛行に成功したものとは別のファルコン9の機体は、スペースX社のCRS-8の一環として、自律衛星ドローン・シップを軌道に載せて、最初の着陸に成功した[19]。
- 2025年6月17日、株式会社本田技術研究所は、自社開発の再使用型ロケットの実験機を用いて高度300mまでの離着陸実験に成功した[20]。

## 技術
垂直離着陸ロケットの試験飛行を成功させるために必要ないくつかの要素がある。第一に、推力は重量よりも大きくなければいけない。第二に、推力は通常、偏向させられていること、またある程度絞られていることが必要である。機体の誘導には、機体の位置と高度を正確に計算する能力が必要であり、実際の位置と計算された位置の小さなずれが機体の水平位置の大きな誤差を引き起こしうる。姿勢制御装置は通常、機体を正しい姿勢に保つのに必要不可欠である。使い捨て型のロケットとは異なり、垂直離着陸ロケットは着陸脚や他の配備機構が機体の重さを増やすため、飛行性能は落ちる。空気力学と質量分布もまた決定的に重要である。機体は通常、離陸の際にはノーズを重くしなければならないが、風の影響を大きく受ける着陸時（通常はテール上）および着陸後には安定させなければならない。
エンジンの点火が様々な状況下でも可能であることもまた重要である。状態の種類は潜在的に、真空・極超音速・超音速・遷音速・亜音速を含んでいる。
イーロン・マスクは、垂直離着陸ロケットを成功裏に離陸させることができた為、再利用可能型宇宙往還機を可能にすることで、宇宙飛行の費用を大幅に削減できる可能性について議論している。

## 大衆文化
宇宙飛行が始まる前には、垂直着陸の宇宙船は、優れたロケットの着陸方法として考えられていた。多くのSF作家は垂直離着陸ロケットが小翼に着陸する様子を描いて大衆文化で見せていて、1993年には大衆文化で十分に定着した。その後、垂直離着陸ロケットの低空での試験飛行が成功すると、ある作家は、「DC-Xロケットは垂直に打ち上げられ、中高度でホバリングした......。そのロケットは再び中高度で停止し、エンジンの絞り弁は地表に戻った。垂直離着陸の歴史が始まった。バック・ロジャースと同様だ。」と意見を述べた。2010年代には、SpaceX社の再利用可能ロケットも同じように、有名になった。バック・ロジャースは、ある大衆文化で「バック・ロジャースは、再使用可能ロケットの創造を探求する。」と意見を述べた。